# 小行星8745
小行星8745（8745 Delaney）是一颗绕太阳运转的小行星，为主小行星带小行星。该小行星于1998年3月发现。

## 轨道参数
小行星8745的轨道半长轴为2.6526993 AU，离心率为0.039。